# Lord Napier

Wappen des Lord Napier

Lord Napier, of Merchistoun, ist ein erblicher britischer Adelstitel in der Peerage of Scotland.
Der jeweilige Lord ist erblicher Chief des Clan Napier.

## Verleihung
Der Titel wurde am 4. Mai 1627 an Sir Archibald Napier, 1. Baronet, verliehen. Als Lordship of Parliament ist der Titel in Ermangelung männlicher Erben auch in weiblicher Linie vererbbar. Ihm war bereits am 2. März 1627 war ihm in der Baronetage of Nova Scotia der Titel Baronet, of Merchistoun in the County of Midlothian, verliehen worden. Die Baronetcy fiel beim Tod des 3. Lords an eine andere Linie der Familie als die Lordship.
Sein Ururenkel, der 6. Lord, der 1706 von seiner Großmutter mütterlicherseits die Lordship geerbt hatte, erbte 1725 von seinem Vater Sir William Scott, 2. Baronet (um 1680–1725) auch den Titel Baronet, of Thirlestane in the County of Selkirk, der am 22. August 1666 in der Baronetage of Nova Scotia seinem Großvater väterlicherseits Sir Francis Scott, 1. Baronet (1645–1712) verliehen worden war. Dieser Titel ist seither ein nachgeordneter Titel des jeweiligen Lords.
Dessen Ururenkel, der 10. Lord, war von 1866 bis 1872 britischer Gouverneur von Madras. Anlässlich seines Ausscheidens aus diesem Amt wurde ihm am 16. Juli 1872 in der Peerage of the United Kingdom der Titel Baron Ettrick, of Ettrick in the County of Selkirk, verliehen. Die beiden Titel sind seither verbunden.
Heutiger Titelinhaber ist Francis Napier als 15. Lord und 6. Baron.

## Liste der Lords Napier (1627)
- Archibald Napier, 1. Lord Napier (um 1575–1645)
- Archibald Napier, 2. Lord Napier (um 1625–1660)
- Archibald Napier, 3. Lord Napier († 1683)
- Thomas Nicolson, 4. Lord Napier (1669–1688)
- Margaret Brisbane, 5. Lady Napier († 1706)
- Francis Napier, 6. Lord Napier (um 1702–1773)
- William Napier, 7. Lord Napier (1730–1775)
- Francis Napier, 8. Lord Napier (1758–1823)
- William Napier, 9. Lord Napier (1786–1834)
- Francis Napier, 10. Lord Napier, 1. Baron Ettrick (1819–1898)
- William Napier, 11. Lord Napier, 2. Baron Ettrick (1846–1913)
- Francis Napier, 12. Lord Napier, 3. Baron Ettrick (1876–1941)
- William Napier, 13. Lord Napier, 4. Baron Ettrick (1900–1954)
- Nigel Napier, 14. Lord Napier, 5. Baron Ettrick (1930–2012)
- Francis Napier, 15. Lord Napier, 6. Baron Ettrick (* 1962)

Voraussichtlicher Titelerbe (Heir apparent) ist der Sohn des aktuellen Titelinhabers, Hon. William Napier, Master of Napier (* 1996).